# Boston Tea Party (politická strana)
Boston Tea Party byla americká politická strana založená v roce 2006, pojmenovaná po Bostonském pití čaje. Tato strana se názorově přikláněla k libertariánům.
Skupina libertariánů, původně sdružených v Libertariánské straně, založila novou stranu v roce 2006, protože nesouhlasili především se vzdáváním se politické odpovědnosti. Tvrdili, že Američané si zaslouží a touží po straně podporující svobodu, která se zasadí o liberatariánské řešení současných problémů.
Walter Block, libertariánský ekonom, v září 2008podpořil kandidáty Boston Tea Party na prezidenta a viceprezidenta, protože se mu nelíbilo, že Libertariánská strana za svého kandidáta na prezidenta vybrala bývalého republikánského kongresmana Boba Barra.
Strana ukončila činnost v roce 2012.

## Program
- Hlavním bodem jejich programu je decentralizace. Rozhodování o většině otázek by mělo přejít na úroveň jednotlivých států.
- Kromě toho by se také měla stáhnout vojska z celého světa.
- Mělo by být zrušeno odposlouchávání a prohledávání lidí bez soudního příkazu jako i další praktiky omezující osobní svobodu.
- Audit federálních rezerv.

Program byl převzat z Kampaně za svobodu od Rona Paula.
V prosinci 2009 byla schválena rezoluce Podpora "čestných peněz". O týden později představil Ron Paul svou vizi o měně. Oznámení: 
Zrušení uzákoněných tendrů, zamezení zdanění určitých druhů mincí a prutů zlata a zrušení zbytečných sekcí zákonů o mincovnictví.
Členové strany schválili na svém online sletu v květnu 2010 program 2010-2012, z něhož je hlavních těchto pět bodů:
- ukončit agresi (vojenské zásahy v zahraničí), stažení vojsk
- ukončit federální rezervní bankovní systém
- skončit s drogovými válkami
- ukončit bezpráví jako porušování osobních svobod (patriot act, mi
- ukončit imigrační fiako zrušením vládních omezení vztahujících se k imigraci

2010 Boston Tea Party se usnesla na těchto rezolucích: nezávislé vyšetřování 11. září 2001, přestat se vměšovat v Kolumbii, podporovat Liberty amend, vzdát se vlády ve všech formách. V červenci 2010 se usnesli na rezoluci Top Two., 8. srpna 2010 se připojili ke koalici proti mrhání ve válkách.

## Historie
Strana byla založena jako odezva na rozhodnutí Libertariánské strany na Oregonském sjezdu v roce 2006.
Charles Jay byl stranou nominován na prezidenta v roce 2008 a získal 2422 hlasů, což ho vyneslo na 15. místo. Thomas L. Knapp byl nominován na viceprezidenta. Knapp kandidoval také do Kongresu za Libertariánskou stranu.